# Martirano

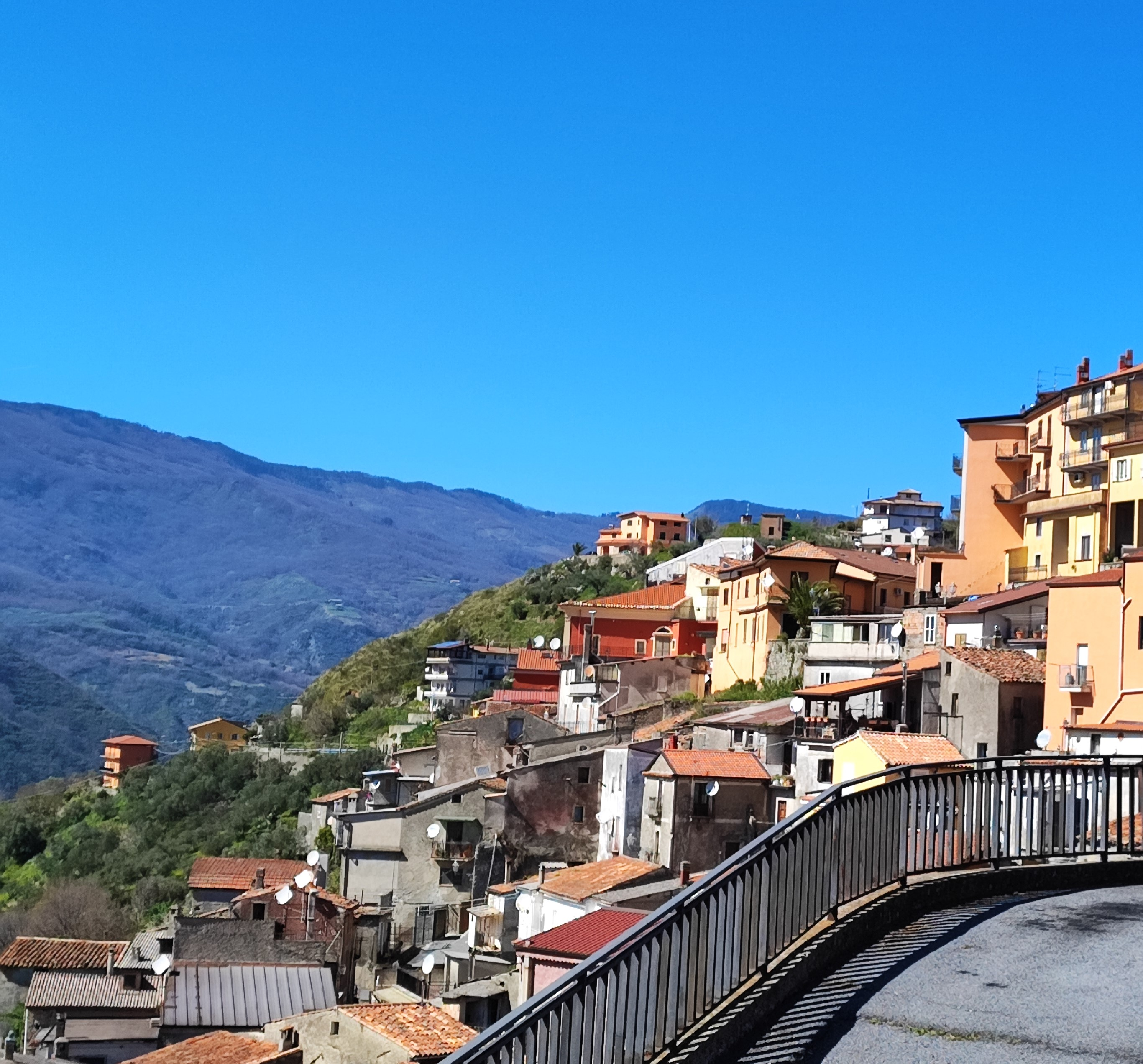
Panorama

Martirano ist eine italienische Gemeinde in der Provinz Catanzaro in der Region Kalabrien mit 822 Einwohnern (Stand 31. Dezember 2023).
Die benachbarten Gemeinden sind Aiello Calabro (CS), Altilia (CS), Conflenti, Grimaldi (CS), Martirano Lombardo und Motta Santa Lucia.

## Geschichte
Der rebellische Sohn Heinrich des Stauferkaisers Friedrich II. und seiner zehn Jahre älteren Ehefrau Königin Konstanze von Sizilien starb im Februar 1242 in einem Gefängnis bei Martirano an den Folgen eines Selbstmordversuchs. Sein Vater ließ ihn mit königlichen Ehren im Dom von Cosenza in einem römischen Steinsarg beisetzen. Neuere Forschungen haben ergeben, als ein italienisches Forscherteam den Leichnam im Jahr 2000 untersuchte, dass Heinrich an Lepra erkrankt war. Prof. Rader (Humboldt-Universität Berlin) widerspricht dieser These in seiner Biographie über Friedrich II: Nach dem Ende des 18. Jahrhunderts verlor sich die Spur der Gebeine. Die Knochen, die 1934 gefunden wurden, stammten von einem Menschen mit 1,66 m Größe und waren leprös. Keiner der zeitgenössischen Chronisten aber hatte von einer Lepraerkrankung Heinrichs berichtet. Das hätten sie aber mit Sicherheit getan, da diese Krankheit damals als Strafe Gottes galt.